# Escape Plan: The Extractors
Escape Plan: The Extractors (ook bekend als: Escape Plan 3: The Extractors) is een Amerikaanse actie-thriller uit 2019, geregisseerd door John Herzfeld.  De film is het vervolg van Escape Plan uit 2013 en Escape Plan 2: Hades uit 2018. Sylvester Stallone, Dave Bautista, 50 Cent en Jaime King spelen terugkerende rollen.

## Verhaal
Nadat veiligheidsexpert Ray Breslin is ingehuurd om de ontvoerde dochter van een tycoon uit de Hongkongse industrie te redden uit een formidabele Letse gevangenis, wordt ook Breslin's vriendin gevangengenomen. Het blijkt dat de man achter de ontvoeringen de zoon is van een voormalige vriend die een vijand is geworden. Nu moeten hij en zijn team een dodelijke reddingsmissie ondernemen om hun sadistische vijand te confronteren en de gijzelaars te redden voordat de tijd om is.

## Rolverdeling
| Acteur                   | Personage        |
| ------------------------ | ---------------- |
| Sylvester Stallone       | Ray Breslin      |
| Dave Bautista            | Trent DeRosa     |
| Curtis "50 Cent" Jackson | Hush             |
| Zhang Jin                | Shen Lo          |
| Harry Shum jr.           | Bao Yung         |
| Devon Sawa               | Lester Clark Jr. |
| Jaime King               | Abigail Ross     |
| Lydia Hull               | Jules            |
| Malese Jow               | Daya Zhang       |
| Russell Wong             | Wu Zhang         |